# Peloribates plumosus
Peloribates plumosus är en kvalsterart som beskrevs av P. Balogh 1985. Peloribates plumosus ingår i släktet Peloribates och familjen Haplozetidae. Inga underarter finns listade i Catalogue of Life.